# Sienijärvi
Sienijärvi är en sjö i Finland. Den ligger i kommunen Kangasniemi i landskapet Södra Savolax, i den södra delen av landet, 230 km norr om huvudstaden Helsingfors. Sienijärvi ligger 126,3 meter över havet. I omgivningarna runt Sienijärvi växer i huvudsak blandskog. Den är 21 meter djup. Arean är 2,66 kvadratkilometer och strandlinjen är 23,67 kilometer lång. Sjön  ingår i Kymmene älvs huvudavrinningsområde. 